# هتل برکلی
هتل برکلی (به انگلیسی: The Berkeley) یک هتل پنج ستاره در محلهٔ نایتسبریج در شهر لندن در انگلستان است. این هتل یک رستوران را هم در خود جای داده‌است. هتل برکلی با بیش از یک و نیم قرن قدمت، یک هتل ۵ ستاره با خدمات سطح بالا است.